# 筠连州
筠连州，元朝时设置的州。
至元中以唐、宋羁縻筠州、连州置，治所在腾川县（今四川省筠连县南）。辖境相当今四川省筠连县地。属永宁路。明朝洪武初年，废腾川县入州，又降州为县。洪武四年（1371年），降州为县，属叙州府。